# Троицино
Троицино — деревня в Клинском районе Московской области, в составе Городского поселения Клин. Население — 55 чел. (2010). До 2006 года Бирево входило в состав Ямуговского сельского округа.

## Расположение
Деревня расположена в центральной части района, примерно в 8 км к северу от города Клин, на безымянном левом притоке реки Сестры, высота центра над уровнем моря 149 м. Ближайший населённый пункт — примыкающее на юге Бирево.

## Население
| 2002 | 2006 | 2010 |
| ---- | ---- | ---- |
| 48   | ↘37  | ↗55  |